# TGV 2N2
TGV 2N2 — сучасний Французький високошвидкісний поїзд, призначений для міжнародних рейсів. Експериментальний поїзд був побудований у 2010 році. У 2011-му розпочалося серійне виробництво цих поїздів. Станом на 19 січня 2012 року побудовано 9 таких поїздів. Максимальна швидкість становить 320 км/год. Протягом 2011—2014 років планується побудувати 55 таких поїздів.
TGV 2N2 є покращеною версією TGV Duplex. Обидва поїзди мають два рівні і є єдиними поїздами TGV із двома рівнями.